# Aiteta thermistis
Aiteta thermistis är en fjärilsart som beskrevs av George Francis Hampson 1910. Aiteta thermistis ingår i släktet Aiteta och familjen trågspinnare. Inga underarter finns listade i Catalogue of Life.

## Bildgalleri

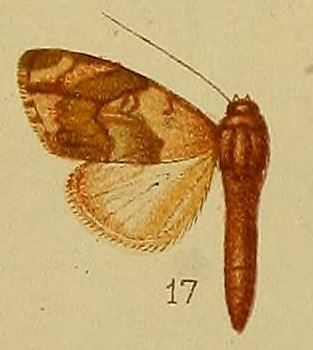